# Blanc-manger
Ne doit pas être confondu avec Blanc-manger Coco.
Le blanc-manger est une sorte de gelée à base d'amandes, déjà confectionnée au Moyen Âge, devenu à l'époque moderne un entremets sucré, traditionnellement à base de lait, d'amandes ou de riz (qui joue le rôle d'épaississant, remplacé par ou additionné de fécule de pomme de terre ou de maïs) voire d'ingrédients exotiques (coco), qui est bouilli et donne une sorte de pudding ou de flan caractérisé par sa blancheur ivoire. Il se distingue de la panna cotta et du fromage bavarois d'Antonin Carême faits à base de crème et de gélatine. Dans la pratique, il est fréquent que les deux terminologies soient confondues et beaucoup de recettes empruntent à l'un et à l'autre de ces entremets.

## Histoire
Les Romains en avaient une notion culinaire. Mais c'est probablement l'introduction par les Perses avant le début du Moyen Âge, du riz et des amandes, qui donne la recette de blanc-manger la plus proche de la nôtre. Pierre Leclerc, relève avec la mamuniyya (le blanc-manger syrien) que ce plat associe mixture de viande de poulet, farine de riz, lait d'amandes voire pistaches. C'est un traité syrien du XIIIe siècle, le kitab al-wusla, qui en donne la recette (bouillie de viande pilée, épaissie de farine de riz au lait, accompagnée d'amandes broyées ou de lait d'amandes).
À la même époque plusieurs sources désignent des mets similaires au blanc-manger avec des recettes très proches en Europe, tel le hwit moos danois au XIIIe siècle, le blanc desirree anglo-normand et le calijs néerlandais. La plus ancienne recette trouvée jusqu'à ce jour provient d'une copie d'une traduction danoise d'une recette de l'allemand datant, au plus tard, du XIIIe siècle, laquelle étant basée sur des manuscrits en langue romane ou en latin datant du XIIe siècle ou d'une période antérieure. Le nom de blanc-manger apparaît pour la première fois sous l'orthographe française blanmansier dans un livre de recette allemand de 1350, Das Buoch von guoter Spise.
Dans un manuscrit anglo-normand du XIVe siècle, on trouve une recette similaire sous le nom de maumenee (qui renvoie donc au mamuniyya) et dans le Libro de arte coquinaria (1450) de Maestro Martino sous celui de mamonia aux côtés du cibus albus ou blanc mangier, dont il ne diffère guère. Au XIVe siècle, Taillevent en donne des recettes salées au poisson ou à la viande de veau ou de volaille. On trouve le terme latin équivalent Cibarium album au XVe siècle sous la plume de Platine De Crémone, qui présente plusieurs recettes de plats de « nourriture blanche » en complément de son édition du livre d'Apicius, De re coquinaria. Dans L'Ouverture de cuisine (1604), Lancelot de Casteau donne deux recettes de blanc-manger, l'une avec des amandes et l'autre sans.
François Pierre de La Varenne utilise aussi des amandes pour cette recette. Au XVIIIe siècle, il devient sucré et on lui ajoute de la gélatine.
À l'époque moderne, ces recettes, qui mêlaient les saveurs sucrées et salées, ont fait place aux desserts sucrés, ce qui certes en dénature la coutume mais en transforme l'expression à travers une réinterprétation locale du blanc-manger (flanc à la poudre d'amandes, au blanc d'œuf) ou exotique, en particulier créole, qui combine lait concentré, lait de coco, noix de coco, citron vert, rhum et vanille, le tout gélifié.

## Recettes anciennes
À l'origine, le blanc-manger est un mets associé aux viandes blanches (le blanc de volaille) et constitué d'un mélange de produits uniquement blancs, soit en particulier amandes blanches, riz et lait. Le terme, au XVIIe siècle, évolua vers un mets salé davantage sucré, malgré un certain usage, au XVIIIe siècle, pour désigner un mets exclusivement salé.

### Recette médiévale selon Taillevent
Guillaume Tirel dit Taillevent (cuisinier français de la fin du XIVe siècle) serait l'auteur du Viandier, livre lui-même issu du manuscrit de Sion, daté de la seconde moitié du XIIIe siècle. Sa recette est un accompagnement, sous forme de bouillie gélifiée, des viandes blanches et sera coloré en deux couleurs (blanc et vert) voire trois (bleu) ou quatre.

« Prenez amandes echaudées et pelées, et les broyer très bien, et les deffaictes d'eau boullie; puis, pour faire la lieure pour les lier, faut avoir du riz batu ou de l'amidon. Et quand son lait aura boulie, le fault partir en plusieurs parties, en deux potz, qui ne veult faire que de deux couleurs, et, qui le veult, faire en trois ou quatre parties; et convient qu'il soit fort lié autant que seront froumentée, tant qu'il ne se puisse reprendre quant il sera drecié ou plat ou en l'escuelle; puis prenez orcanet, ou tornesot, ou asur fin, ou persil, ou salmonde, ou ung petit de saffren coulé avec la verdure, affin qu'il tienge mieux sa couleur quant il sera boullu ; et convient avoir du sang de porc et mettre tremper dedans l'orcanet ou tournesot, et l'azur pareillement. Et jetez du sucre dedans le lait quand il bouira, pour tirer arrière, et le salez, et remuez fort, tant qu'il soit renforcy et est prins sa couleur telle que lui voudrez donner. »

### Blanc-manger royal
On servait à Louis XII un blanc-manger sucré, estimé comme somptueux, qui consistait en un riz au lait assorti d'amandes mélangé à des filets de poulet, le tout relevé au verjus.

### Blanc-manger au blanc de volaille
Lancelot de Casteau, dans « L’Ouverture de Cuisine » (1604), donne la définition du blanc-manger, sur une base de blanc de poule mélangée à de la farine de riz, du lait et le tout édulcoré. Il s'agit donc à l'origine d'une recette certes sucrée mais associée à des protéines animales. C'est une sorte de gelée constituée à partir d’un bouillon riche en collagène, additionnée de lait, sucrée et parfumée à l'eau de rose.

« Pour faire blanc menger. Prennés un chapon ou poulle qui soit tuée deux ou trois jours, et la mettés cuire, estant bien cuite prennés la poitrine dehors, et la couppés en petites pieces, et les stampés en vn mortier, y adioustant deux ou trois cueillers de laict de vache, puis prennés sept liures et dix onces de laict de vache nne livre de farine de ris qui soit bien fin, et defaictes bien vostre farine auec la chair de chapon, et meslez tout le laict susdict avec, puis mettez livre et demie de sucre, qui soit bien blanc, mettez le dedans un chaudron sur le feu, et le tournés tousiours bien avec une lousse de bois, ayant bouly vn quart d’heure, mettez dedans huict onces d’eau de rose, vn peu de sel, et le laissez encor bouillir vn petit quart d’heure, puis l’hostez ius de feu, et le iettez dedans le plat, ou dedans des tasses, ou dedans des formes quarées. »

### Poulets au blanc-manger
La Suite des Dons de Comus (1742) fournit la recette des « poulets à la crème au blanc manger », où ce dernier correspond au blanc du poulet additionné de gras, d'herbes, d'épices, de mie à la crème et de jaunes d'œufs, en sauce. Cette recette, au goût salé, ne comporte pas de sucre.

« Faites les cuire à la broche, levez toute la chair de dessus l’estomac et en compotez une farce avec du lard cuit, de la graisse de veau, ou tétine de veau, persil, ciboule, échalottes, sel, poivre, basilique, muscade, une mie de pain mitonnée dans la crème, le tout bien haché et pilé avec quatre jaunes d’œufs. Mettez cette composition sur l’estomac de vos poulets. Garnissez-les jusques sur les cuisses, et les panez de mie de pain très-fine. Mettez des lardes de lard sur une tourtière et vos poulets dessus, dont vous aurez enveloppé le dessous avec du papier bien beurré. Faites leur prendre couleur au four. Servez dessus un blong de veau, ou une sauce à la crème. »